# Si yo fuera rica
Si yo fuera rica es una película de Argentina en blanco y negro dirigida por Carlos Schlieper según el guion de Antonio Zinny que se estrenó el 16 de abril de 1941 y que tuvo como protagonistas a Amanda Ledesma, Severo Fernández, Esteban Serrador, Felisa Mary y Pedro Maratea.

## Sinopsis
Una ladrona de joyas es confundida con una modelo y, luego, con una millonaria.

## Reparto
- Amanda Ledesma … Inés
- Severo Fernández … Pedro García
- Esteban Serrador … Diego Arias
- Felisa Mary … Aurora Mármol
- Pedro Maratea … Raúl
- Billy Days … Lila Mármol
- Carlos Rosingana … Gerente
- Eduardo Sandrini … Ezequiel Mármol
- Armando Bó … Mario Mármol
- Rodolfo Rocha … Jefe de Policía
- José Dorado … Carlos
- Julio Renato … Director 1
- Héctor Torres … Director 2
- Sara Barrié … Jefa
- Carlos Castro … Muñoz
- Félix Tortorelli … Hombre en hotel

## Comentarios
Según la crónica de La Nación, en este filme "no carece el argumento de aciertos de observación" y Calki opinó:

"Comedia frívola e insubstancial...una página en blanco en cuanto a su significación y un espectáculo conseguido, en lo que se refiere a sus propósitos de fácil diversión"